# Estrada dos Romeiros
A Rodovia dos Romeiros (SP-312), mais conhecida como Estrada dos Romeiros, é uma rodovia do estado de São Paulo.

## História
Inaugurada em 1º de maio de 1922, recebeu esse nome devido à tradição de peregrinações religiosas ao Santuário de Pirapora do Bom Jesus, realizadas por fiéis que utilizavam o caminho a pé, a cavalo ou em charretes. Antes de sua inauguração oficial, a estrada já era usada para atividades recreativas, como piqueniques e festividades, incluindo uma visita documentada do então governador Washington Luís em 18 de fevereiro de 1922.
Ao longo de seu trajeto, a estrada atravessa áreas com paisagens marcadas por fazendas de café históricas, edificações tradicionais e trechos de mata atlântica. Esses cenários foram utilizados como locação para mais de 60 produções cinematográficas. Em 1991, a rodovia foi incluída na Área de proteção ambiental (APA) do Rio Tietê, com o objetivo de promover a preservação ambiental, o lazer e a valorização cultural.
Durante o governo de Washington Luís, a estrada passou por obras de pavimentação e manutenção, revitalizando antigos caminhos históricos, como o caminho bandeirista que ligava São Paulo a Porto Feliz. Essa iniciativa buscava integrar aspectos culturais e históricos ao desenvolvimento da infraestrutura rodoviária.

## Trajeto

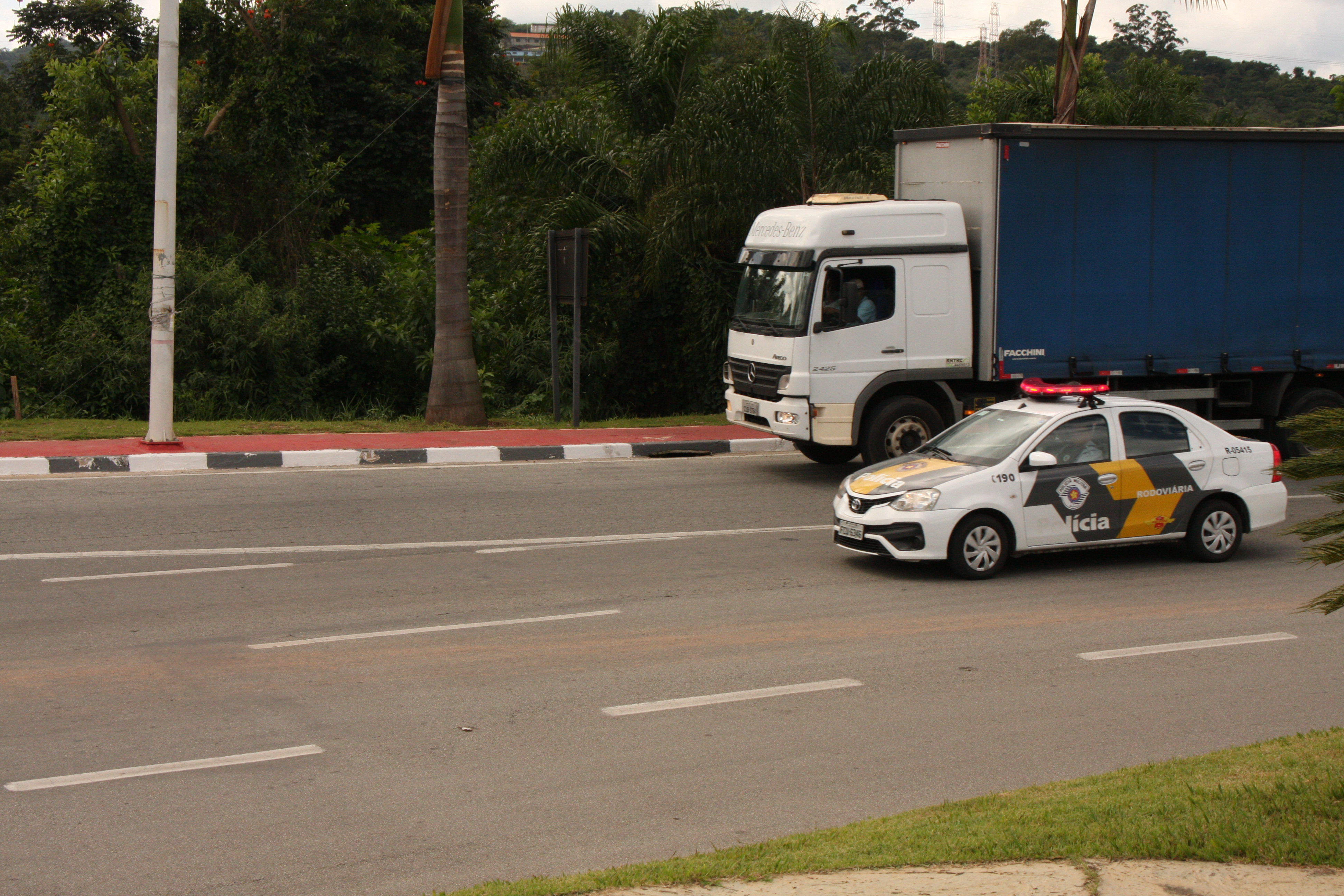
Estrada dos Romeiros, na altura do Monumento aos Bandeirantes em Santana de Parnaíba

O trajeto da Estrada dos Romeiros começa na região da Rodovia Presidente Castelo Branco, em Barueri. De lá, a SP-312 segue em direção ao interior juntamente com o Rio Tietê, atravessando os municípios de Santana de Parnaíba, Pirapora do Bom Jesus e Cabreúva, até seu ponto final em Itu.